# COMETS
O COMETS (acrônimo de Communications and Broadcasting Engineering Test Satellite), conhecido também por Kakehashi (significando ponte) foi um satélite de comunicação geoestacionário experimental japonês que estava previsto para ser colocado na orbital de 121 graus de longitude leste, mas após o veículo lançador sofrer uma falha o mesmo acabou ficando em uma órbita baixa, ele foi operado pela National Space Development Agency (NASDA).

## História
O objetivo do COMETS era testar novas tecnologias em comunicações relacionadas com as comunicações inter-orbitais, emissões avançadas, serviços móveis a partir da órbita e melhoria de grandes satélites geoestacionários. Durante o lançamento, a falha do segundo estágio do foguete H-II deixou o satélite em uma órbita mais baixa do que o previsto, impedindo o mesmo alcançar a órbita geoestacionária. Após várias manobras orbitais o satélite foi colocado em órbita recorrente onde foi possível realizar alguns experimentos.
As operações com o satélite terminaram em 6 de agosto de 1999.

## Lançamento
O satélite foi lançado ao espaço no dia 21 de fevereiro de 1998, por meio de um veículo H-II, laçando a partir do Centro Espacial de Tanegashima, no Japão. Devido a uma falha do segundo estágio do veículo lançador o satélite foi deixado em uma órbita baixa. Ele tinha uma massa de lançamento de 3.900 kg.

## Capacidade e cobertura
O COMETS era equipado com 5 (mais um de reserva) transponders em banda Ka para prestar serviços experimentais via satélite ao Japão.